# Shahida Rahman
Shahidun Nessa Rahman (em bengali:  শহীদুন নেসসা রহমান; nascida Karim em bengali:  করিম; Cambridge, 14 de dezembro de 1971), comumente conhecida por seu pseudônimo Shahida Rahman, é uma autora, escritora e editora inglesa. Ela é mais conhecida como autora de Lascar.

## Primeiros anos
Rahman nasceu no Hospital de Maternidade Mill Road, e também foi criada em Cambridge, Cambridgeshire, na Inglaterra. Ela é descendente de Bangladesh e seus pais são de Fenchuganj, distrito de Sylhet. Seu falecido pai, Abdul Karim, ficou órfão ainda jovem e mudou-se do Paquistão Oriental (agora Bangladesh) para Cambridge em 1957 e sua mãe, Fultera Banoo Karim, chegou em 1963. Rahman tem dois irmãos mais velhos e seu pai era dono de restaurante.

## Carreira de escritora
Rahman escreve ficção histórica, não ficção e contos. Desde 2003, Rahman é redatora freelance. Em abril de 2005, ela lançou a Perfect Publishers Ltd, uma editora de livros impressos sob demanda que oferece uma gama de serviços para autores e outras editoras.
Em junho de 2012, seu primeiro romance histórico, Lascar, foi publicado pela Indigo Dreams Publishing. Lascar foi inspirado por histórias transmitidas oralmente de geração em geração sobre um de seus ancestrais paternos que foi um dos primeiros lascars (marinheiro/marinheiro da Índia Oriental) a trabalhar a bordo dos navios a vapor britânicos do século XIX. Foi escolhida para o Muslim Writers Awards, Unpublished Novel Award em 2008 e selecionada para o Brit Writers Unpublished Award em 2010.
Em 2009, ela foi contratada para escrever uma peça de rádio para o Lascar Heritage Project para Silsila Productions, que foi ao ar em 2011. Em 2010, ela fez coautoria no roteiro India Ink com a roteirista americana Halle Eavelyn, que foi baseado no conto Homecoming de Rahman. Em 2011, India Ink foi indicada para o Circalit First Draft Contest e chegou à final do WriteMovies International Writing Contest.
Ela escreveu The Integration of the Hijab into Police Uniforms, que foi publicado na antologia Behind the Hijab, em março de 2009 pela Monsoon Press.
Outras obras de Rahman incluem: The Integration of the Hijab into Police Uniforms, The Lascar (peça de rádio) e contos e artigos: Currying Favour, Backbone of the Fleet, The Life of Lascars Aboard Merchant Ships, Cambridge's first Gurdwara, Bangladeshis Trade Curry for College and Taxis, Baishaki Mela, Asian Women Suffragettes in the 1900s, Travel with Kids, The Middle Child Syndrome e Noor Inayat Khan.
Rahman contribuiu e foi publicado nas revistas Best of British, The Great War e SISTERS, Asian World Newspaper, Children of the New Earth, The Huffington Post e BBC Radio Cambridgeshire. Ela era colunista do jornal Weekly Desh.
Rahman está trabalhando em seu segundo romance histórico sobre uma Ayah indiana. Desde 2014, ela faz parte do painel de jurados do Young Muslim Writers Awards.
Rahman é o ex-apresentadora de 'Book Reviews' no canal de TV online LB24tv.

## Carreira política
Em maio de 2015, Rahman foi candidata ao conselho liberal democrata para o distrito de East Chesterton nas eleições para o conselho municipal de Cambridge antes das eleições gerais. Ela recebeu 1 165 votos e perdeu para o candidato do Partido Trabalhista que teve 1 630 votos.
Em maio de 2016, Rahman foi uma candidata liberal democrata a vereadora para o distrito de East Chesterton pela segunda vez nas eleições para o conselho municipal de Cambridge. Ela recebeu 906 votos, uma variação de 6% dos votos em relação a 2015. Ela perdeu para o candidato do Partido Trabalhista que teve 1 103 votos.

## Prêmios e indicações
Em abril de 2013, Rahman recebeu o 'Prêmio de Reconhecimento Especial' do Channel S por seu trabalho chamando a atenção para a esquecida história e herança cultural de Bangladesh. Em janeiro de 2015, ela recebeu o prêmio Arts and Culture Awareness no British Muslim Awards.

## Vida pessoal
Em 1990, aos 18 anos de idade, Rahman se casou. Ela tem três filhos, Ibrahim, Imran, Aniq e uma filha, Aminah.

## Obras publicadas
| Ano  | Título           | Função  | Editora                  | ISBN           |
| ---- | ---------------- | ------- | ------------------------ | -------------- |
| 2009 | Behind the Hijab | editora | Monsoon Press            | 978-0955726712 |
| 2012 | Lascar           | autora  | Indigo Dreams Publishing | 978-1907401718 |